# Indianistyka
- Indianistyka lub indologia – nauka o języku, historii, literaturze, sztuce i kulturze Indii, stanowiąca część orientalistyki. Specjalista w tej dziedzinie nauki to indianista lub indolog.
- Indianistyka – nauka o tubylczych ludach Ameryki (gł. Indianach), traktowana zwykle jako dział etnografii lub amerykanistyki, ale obejmująca również badania antropologiczne, lingwistyczne, archeologiczne, a zwłaszcza historyczne. Specjalista tej dziedziny to indianista.
- Indianistyka – ogół zainteresowań i zamiłowań związanych z Indianami, w tym zainteresowania nieprofesjonalne, hobbystyczne, w Polsce realizowane głównie w ramach Polskiego Ruchu Przyjaciół Indian. Miłośnik Indian to indianista.